# Bir Zait

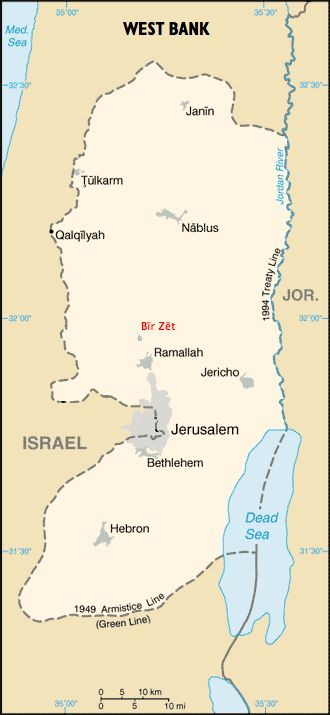
Die Lage von Bir Zait in der West Bank

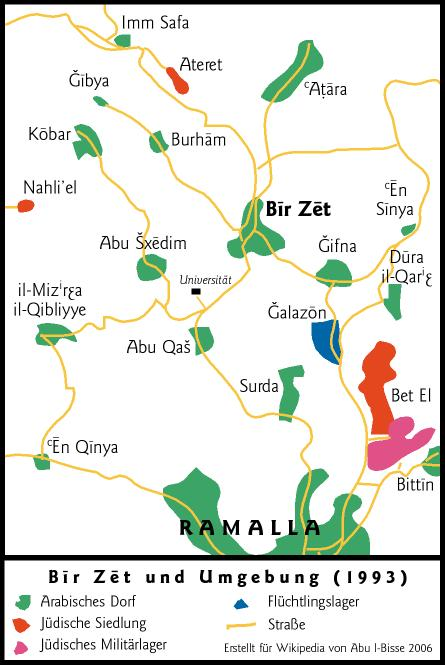
Die nähere Umgebung von Bir Zait

Bir Zait (arabisch بير زيت, DMG Bīr Zayt, lokal bīr zēt ausgesprochen, auch als Bir Zeit transkribiert) ist ein Ort im Westjordanland.
Der Ort wurde in Deutschland Anfang des 20. Jahrhunderts Märchenforschern und Orientalisten bekannt durch die nach Tausendundeine Nacht wohl umfangreichste arabische Märchensammlung, den Volkserzählungen aus Palästina, gesammelt bei den Bauern von Bīr Zēt. Heute gilt er, insbesondere durch seine nahegelegene gleichnamige Universität, als ein Zentrum des Widerstands gegen die israelische Besatzung.

## Name
Der Name des Ortes bedeutet „Ölzisterne“ und in der Tat sind die zahlreichen Olivenbäume in und um die Ortschaft charakteristisch für die Landschaft. Die ursprüngliche Bauernbevölkerung lebte überwiegend vom Olivenanbau. Allerdings soll der Ortsname auf eine römische Bezeichnung der Ansiedlung zurückgehen, der in arabischen Quellen als Berzethe überliefert ist. Der jetzige arabische Name könnte also auch eine volksetymologische Umdeutung eines ursprünglich lateinischen Namens sein.

## Geografische Lage
Der Ort liegt zwischen 765 und 815 Meter über dem Meeresspiegel im bereits biblisch erwähnten Gebirge Ephraim, circa zehn Kilometer nördlich von Ramallah und etwa 25 Kilometer nördlich von Jerusalem. Seine Nachbarorte sind im Norden Atara, im Westen Dschifna und Ain Siniya, im Süden Surda, Abu Qasch und das befestigte Flüchtlingslager Dschalazun, sowie im Westen Abu Schuchaidim und Burham. Bei klarer Sicht sieht man von Bir Zait aus das ca. 50 km westlich gelegene Tel Aviv und das Mittelmeer.

## Bevölkerung
Bir Zait hatte ursprünglich eine mehrheitlich christliche, arabische Bevölkerung. Der Ort war aber nie rein christlich gewesen wie beispielsweise sein nächster Nachbarort Jifna, sondern hatte immer auch einen muslimischen Anteil: Vier der alteingesessenen Sippen sind christlich, zwei muslimisch. 1931 hatte Bir Zait 1233 Einwohner, davon 871 Christen und 362 Muslime. Im Jahre 1961 war die Einwohnerzahl auf 3253 Personen angewachsen, davon 1424 Christen und 1829 Muslime. 2014 zählte Bir Zait 5479 Einwohner. Der Anteil der Christen nimmt weiter ab, da Christen in weitaus größerem Maße das Land verlassen als Muslime. Es gibt zwei Moscheen im Ort und drei Kirchen. Die bei weitem größte Kirche mit der zahlreichsten Gemeinde ist die lateinische (= römisch-katholische), danach die griechisch-orthodoxe und schließlich die protestantische.

## Geschichte
Bir Zait spielte bereits im Krieg 1948 eine wichtige Rolle, als Abd il-Qadir il-Husaini bewaffnete Kräfte der Araber dort stationierte. Auch nach der Besetzung 1967 war Bir Zait ein Zentrum des palästinensischen Widerstands. 1973 wurde einer der berühmtesten Söhne des Dorfes, der PLO-Politiker Kamal Butrus Nasir, bei einer israelischen Kommandoaktion getötet. Besonders während der ersten Intifada 1987–94 kam der Ort des Öfteren in die Schlagzeilen, da von der nahegelegenen Universität zahlreiche Aktionen des zivilen und bewaffneten Widerstands ausgingen.

## Universität
Der Ort ist heute hauptsächlich bekannt durch seine gleichnamige Universität. Die Universität Bir Zait liegt südlich, außerhalb des Ortes, auf dem Weg nach Ramallah.

## Kultur
In Bir Zait wurde 2016 das Palästinensische Museum eröffnet.

## Persönlichkeiten
- Sulaiman Mansur (* 1947), Künstler
- Sumayya Farhat Nasir (* 1948), Bürgerrechtlerin und Friedensaktivistin
- Kamal Butrus Nasir (1924–1973), PLO-Politiker
- Dschirius Jusif, Lehrer an der evangelischen Tagesschule auf dem Muristan und Märchensammler.